# Artur Toom
Artur Eduard Johannes Toom, do roku 1936 Artur Eduard Johannes Thoom (5. ledna 1884 Pihtla vald – 29. března 1942 gulag Usollag, Rusko) byl estonský ornitolog a ochránce přírody.
Protože aktivity Atura Tooma byly spojeny především s ochranou ptáků, byl přezdíván Vilsandským ptačím králem.

## Život
Pocházel z obce Pihtla z kraje Saaremaa. Jako dvaadvacetiletý muž v roce 1906 nastoupil službu strážce majáku na ostrově Vilsandi. Aktivně se zapojil do ochrany ptáků a byl iniciátorem zrodu chráněného ptačího území na souostroví Vaika. Snažil se, aby práci byli chráněni hlavně v době hnízdění, a tím měli dobré chovné podmínky. V roce 1910 byl zakladatelem prvního přírodního chráněného (ptačího) území na souostroví Vaika. Byla to první rezervace v Rusku a začátek národní rezervace Vaika, která byla založena v roce 1957. V roce 1971 byla změněna na Státní přírodní rezervaci Vilsandi a v roce 1993 se stala Národním parkem Vilsandi (Vilsandi rahvuspark), který má rozlohu 24 000 ha, z toho dvě třetiny připadají na moře. Aktivně spolupracoval s biologickou stanicí v Rize. V roce 1921 studoval na univerzitě v Tartu meteorologii, ornitologii a ichtyologii.
Artur Tom byl 11. června 1941 zatčen NKVD v Kuressaare. Byl odsouzen k trestu smrti a deportován na Sibiř do gulagu Ussollag v Solikamsku. Zemřel 29. března 1942.

## Zásluhy
- 1906–1940 strážce majáku a záchranné stanice
- 1921 jeden ze zakladatelů biologické stanice v Kressaare Tartuské university a chráněného území Vaika
- 1922 založil muzeum ve Vilsandi
- 1924 sloučení přírodní rezervace na ostrovech Vaika s biologickou stanicí a vznik přírodní rezervace
- 1930 jeden ze zakladatelů Společnosti pro ochranu přírody
- 1940 maják obsazen Sovětským svazem, Artur Toom opouští Vilsandi

## Vyznamenání
- 1916 Jiřího kříž 4. stupně
- 1936 Estonský červený kříž 2. stupně
- 1940 medaile ochrany přírody 3. stupně